# Kermán (provincie)
Kermánská provincie (Persky :کرمان Kermān) je druhá největší z 31 íránských provincií. Její rozloha je 180 836 km². Leží na jihovýchodě země a jejím centrem je město Kermán.
Počet obyvatel provincie přesahuje 3 miliony, kteří žijí v řadě větších či menších měst: Baft, Bardsir, Bam, Jiroft, Rafsanjan, Zarand, Sirjan, Shahr-e-Babak, Kermán, Mahan, Rayen, Kahnuj, Ghale-Ganj, Manujan, Roodbar-e-Jonob, Anbar Abad a Ravar.